# 로바스 라슬로
로바스 라슬로(헝가리어: Lovász László, IPA: [ˈlovaːs ˈlaːsloː], 1948년 3월 9일 ~ )는 헝가리 태생의 수학자다. 조합론에 공헌하였고, 이 업적으로 아벨상, 울프 수학상, 커누스 상, 교토상을 수상하였다.

## 같이 보기
- 벨 수